# Davie Selke
Davie Selke (* 20. Januar 1995 in Schorndorf) ist ein deutscher Fußballspieler, der seit der Saison 2025/26 beim türkischen Verein Istanbul Başakşehir FK unter Vertrag steht.

## Leben
Selkes Vater war im Kindesalter aus Äthiopien nach Deutschland gekommen und arbeitete als Fitnesscoach bei Werder Bremen; Selkes Mutter stammt aus Tschechien. Davie Selke besitzt ausschließlich die deutsche Staatsbürgerschaft.

## Karriere

### Vereine

#### Anfänge
Selke wuchs im baden-württembergischen Winterbach auf. Sein erster Verein war der FV Weinstadt. Er spielte danach im Nachwuchsleistungszentrum (NLZ) des VfB Stuttgart und anschließend bis 2009 für den 1. FC Normannia Gmünd. Zur Saison 2009/10 wechselte Selke in das NLZ der TSG 1899 Hoffenheim. Nach einem Jahr bei den C1-Junioren (U15) gehörte er in der Saison 2010/11 den B2-Junioren (U16) an. In der Saison 2011/12 spielte der Stürmer mit den B1-Junioren (U17) in der B-Junioren-Bundesliga Süd/Südwest und erzielte in 19 Spielen 12 Tore. Zur Saison 2012/13 rückte der 17-Jährige zu den A-Junioren (U19) auf, für die er bereits in der Vorsaison parallel zu sechs Einsätzen in der A-Junioren-Bundesliga Süd/Südwest (ein Tor) gekommen war. Bis zur Winterpause erzielte Selke in 13 Spielen 12 Tore.

#### Werder Bremen

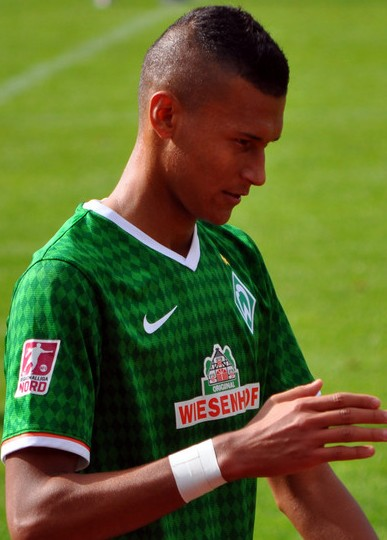
Davie Selke (2013)

Ende Januar 2013 wechselte Selke zur U19 von Werder Bremen. Er unterschrieb einen Vertrag bis zum 30. Juni 2015. Bis zum Ende der Saison 2012/13 erzielte der Stürmer in der A-Junioren-Bundesliga Nord/Nordost in 12 Spielen 8 Tore. Zur Saison 2013/14 rückte der 18-Jährige, der noch ein Jahr in der U19 spielberechtigt gewesen wäre, in die zweite Mannschaft auf, die in der viertklassigen Regionalliga Nord spielte. Nach seinen ersten Pflichtspielen im Herrenbereich durfte Selke im Oktober 2013 unter Robin Dutt erstmals mit der Profimannschaft trainieren. Am 3. November 2013 debütierte er in der Bundesliga, als er bei einem 3:2-Sieg gegen Hannover 96 im Laufe der zweiten Halbzeit eingewechselt wurde. In den kommenden beiden Spielen folgte eine weitere Einwechslung und ein Startelfeinsatz. Anschließend folgten noch zwei Nominierungen in den Spieltagskader ohne Einsatz, ehe er bei den Profis bis zum Saisonende keine Rolle mehr spielte. Für die zweite Mannschaft absolvierte Selke unter Viktor Skripnik 26 Regionalligaspiele, in denen er 9 Tore erzielte.
Zur Saison 2014/15 wurde Selke fest in den Profikader integriert. Im September 2014 wurde sein Vertrag bis zum 30. Juni 2018 verlängert. Dutt wurde nach dem 10. Spieltag durch Skripnik ersetzt. Selke absolvierte in dieser Saison 30 Bundesligaspiele, stand 22-mal in der Startelf und erzielte 9 Tore.

#### RB Leipzig
Zur Saison 2015/16 wechselte Selke zum Zweitligisten RB Leipzig, bei dem er einen Vertrag bis 2020 unterzeichnete. Für RB erzielte er in seiner ersten Saison unter Ralf Rangnick 10 Ligatreffer und war damit erfolgreichster Torschütze der Leipziger. Das Team erreichte den zweiten Platz und stieg damit in die Bundesliga auf. In der Saison 2016/2017 war Selke überwiegend Ergänzungsspieler und steuerte vier Saisontore zur Vizemeisterschaft von RB Leipzig bei.

#### Hertha BSC
Zur Saison 2017/18 schloss er sich Hertha BSC an. Am 19. Oktober 2017 erzielte er sein erstes Pflichtspieltor für Hertha BSC in der UEFA Europa League bei der 1:2-Niederlage gegen Sorja Luhansk. Mit zwei Toren am 14. April 2018 im Spiel gegen den 1. FC Köln (2:1) erzielte er das 1000. Heimtor in der Bundesliga für Hertha BSC. Während der Saisonvorbereitung erlitt er bei einem Zweikampf im Training einen Pneumothorax und fiel die ersten Spiele aus. Am 9. Februar 2019 bestritt er beim 3:0-Auswärtssieg in Mönchengladbach sein 100. Bundesligaspiel und erzielte dabei seinen 25. Treffer in der Bundesliga.

#### Rückkehr nach Bremen
Nachdem Hertha BSC in der Wintertransferperiode der Saison 2019/20 mit Krzysztof Piątek und Matheus Cunha zwei Stürmer verpflichtet hatte, kehrte Selke Ende Januar 2020 zu Werder Bremen zurück. Er wurde für eineinhalb Jahre vom abstiegsbedrohten Bundesligisten ausgeliehen; anschließend bestand unter „gewissen Bedingungen“ eine Kaufverpflichtung. Der Stürmer kam unter dem Cheftrainer Florian Kohfeldt bis zum Saisonende zu 11 Bundesligaeinsätzen (5-mal von Beginn), in denen er torlos blieb. Werder Bremen konnte am letzten Spieltag den Relegationsplatz erreichen und hielt gegen den 1. FC Heidenheim die Klasse.
In der Saison 2020/21 erzielte Selke am ersten Spieltag sein erstes Bundesligator seit November 2019. Er kam insgesamt auf 23 Bundesligaeinsätze, in denen er 3 Tore erzielte. Die Mannschaft befand sich lange im gesicherten Mittelfeld, holte aus den letzten 10 Spielen jedoch nur noch einen Punkt und stieg als Vorletzter in die 2. Bundesliga ab. Durch den Abstieg griff die Kaufpflicht nicht und Selkes zweite Zeit bei Werder endete.

#### Rückkehr nach Berlin
Zur Saison 2021/22 kehrte Selke zu Hertha BSC zurück, wo er unter den Trainern Pal Dardai, Tayfun Korkut und Felix Magath spielte. Am 30. April 2022 (1:1 in Bielefeld) bestritt Selke sein 100. Bundesligaspiel für Hertha BSC. Bei seinen 25 Spielen stand er 10-mal in der Startelf und erzielte 4 Tore. Da Hertha BSC die Saison auf dem 16. Tabellenplatz beendete, musste Hertha die Relegation gegen den Hamburger SV bestreiten. Dort hielt man die Klasse. In der Saison 2022/23 kam er unter Sandro Schwarz bis zur Winterpause in 13 von 15 Ligaspielen zum Einsatz. Er stand lediglich dreimal in der Startelf und erzielte ein Tor.

#### 1. FC Köln
Anfang Januar 2023 wechselte Selke ein halbes Jahr vor seinem Vertragsende in Berlin innerhalb der Bundesliga zum 1. FC Köln. Seinen dortigen Vertrag verlängerte er im Sommer des gleichen Jahres vorzeitig bis 2026 mit Gültigkeit für die 1. Liga. Mit dem Abstieg des FC in die 2. Bundesliga endete Selkes Vertrag zum 1. Juli 2024. Anfang Juli verkündete er, dass es zu keinem neuen Vertragsabschluss mit dem 1. FC Köln gekommen sei.

#### Hamburger SV
Nach dem Abstieg und seinem Vertragsende wechselte Selke zur Saison 2024/25 ablösefrei zum Hamburger SV. Beim Zweitligisten traf er auf den Cheftrainer Steffen Baumgart, unter dem er bereits in Köln gespielt hatte. Mit dem HSV ist er in der Saison 2024/25 in die Bundesliga aufgestiegen. Zum Beginn der Spielzeit war Selke hinter Robert Glatzel die zweite Wahl. Als Einwechselspieler erzielte er in den ersten sechs Ligaspielen zwei Tore. Im Oktober 2024 verletzte sich Glatzel und fiel mehrere Monate aus. Selke rückte dadurch in die erste Reihe und wurde insbesondere unter dem neuen Cheftrainer Merlin Polzin, der die Mannschaft Ende November 2024 übernommen hatte, zum besten Torschützen der Mannschaft. Der Stürmer beendete die Spielzeit mit 31 Ligaeinsätzen (22-mal von Beginn) und wurde mit 22 Toren Torschützenkönig der 2. Bundesliga. Selke hatte damit einen erheblichen Anteil, dass der HSV nach sieben Jahren den Wiederaufstieg in die Bundesliga feiern konnte. Sein Vertrag lief am Saisonende aus. Da keine Einigung über ein neues Arbeitspapier erzielt werden konnte, verließ er den Verein. Selke bezeichnete die Saison beim HSV bei seinem Abschied als das „schönste Jahr, das ich als Fußballer erleben durfte“.

#### Wechsel in die Türkei
Zur Saison 2025/26 wechselte Selke ablösefrei in die türkische Süper Lig zum Istanbul Başakşehir FK. Er unterschrieb einen Vertrag bis zum 30. Juni 2027 mit der Option auf ein weiteres Jahr.

### Nationalmannschaft

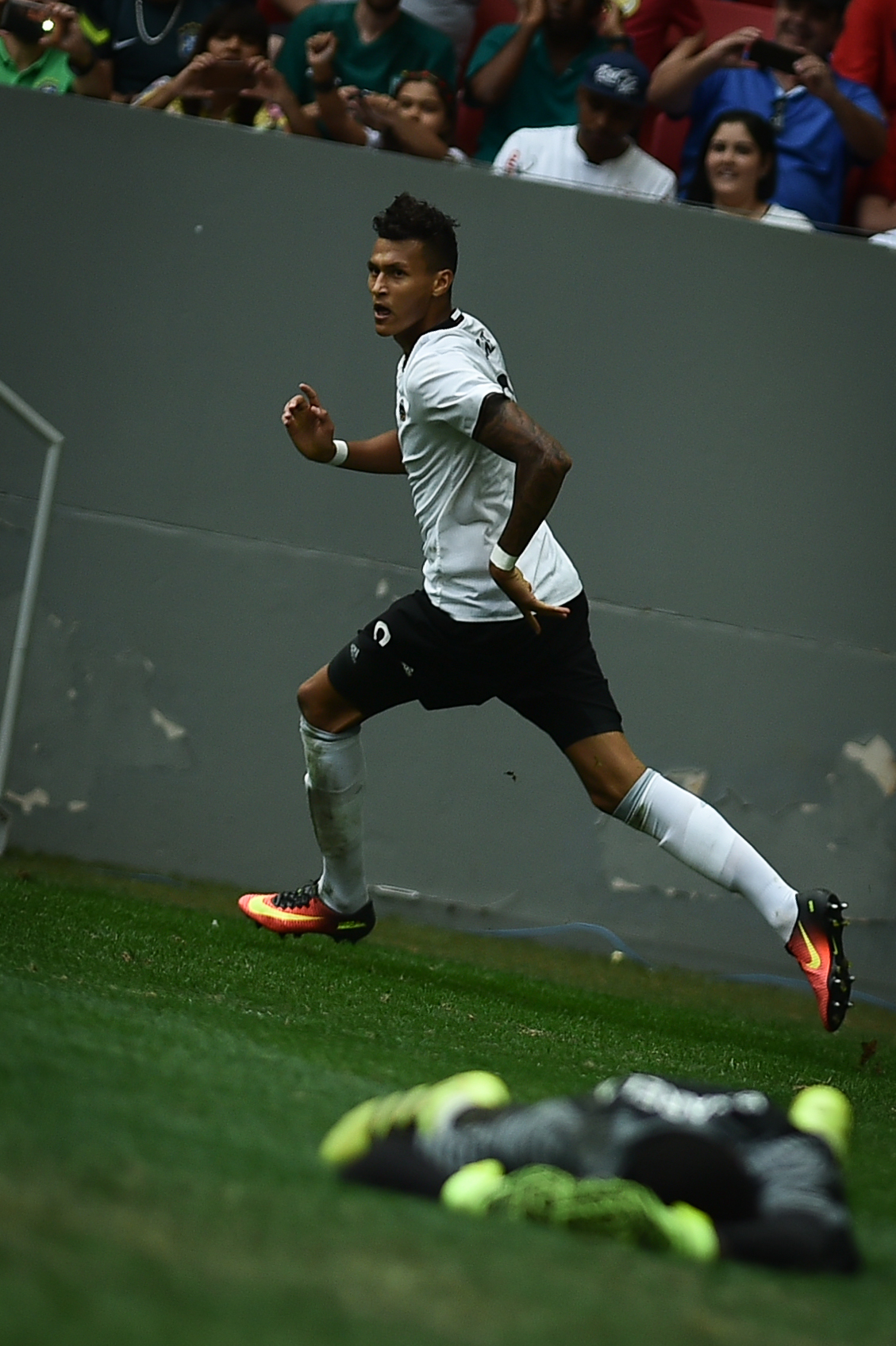
Selke bejubelt sein Tor beim Sieg Deutschlands gegen Portugal bei den Olympischen Spielen 2016.

Sein Debüt im Trikot einer Auswahlmannschaft des DFB gab er am 25. Mai 2011 in Berlin im Test-Länderspiel der U16-Nationalmannschaft gegen Frankreich, als er in der 73. Minute für Saïd Benkarit eingewechselt wurde. Sein Debüt für die U17-Nationalmannschaft am 24. August 2011 in Kelsterbach absolvierte er im Test-Länderspiel beim 4:0-Sieg gegen die Türkei. In diesem Spiel erzielte er sein erstes Länderspieltor mit dem Treffer zum 2:0 in der 63. Minute. Für die U18-Nationalmannschaft absolvierte er sieben Länderspiele und erzielte vier Tore. In seinem letzten Spiel für diese Auswahlmannschaft am 16. Mai 2013 in Moskau gegen die Auswahl Russlands erzielte er erstmals zwei Länderspieltore.
In der U19-Nationalmannschaft kam er erstmals am 14. August 2013 beim 4:0-Sieg gegen die Auswahl Ungarns in Dunaújváros zum Einsatz. Im Spiel der ersten Qualifikationsrunde zur U19-Europameisterschaft markierte er am 12. Oktober 2013 beim 5:0-Sieg gegen die Auswahl Lettlands in Minsk vier Treffer. Bei der vom 19. bis 31. Juli 2014 in Ungarn ausgetragenen U-19-Fußball-Europameisterschaft 2014 erzielte Selke in den drei Gruppenspielen fünf Tore. Im Halbfinale gegen die Auswahl Österreichs erzielte er beim 4:0-Erfolg das 1:0. Mit dem 1:0-Sieg am 31. Juli 2014 im Finale gegen die Auswahl Portugals wurde er mit der deutschen Auswahl Europameister und mit sechs Toren im Turnier Torschützenkönig, womit er den 2011 von dem Spanier Álvaro Morata aufgestellten Rekord einstellte.
Seit November 2014 war Selke für die U20-Nationalmannschaft aktiv. Auf eine Teilnahme an der U20-Weltmeisterschaft 2015 in Neuseeland verzichtete er, um sich auf die Saisonvorbereitung mit seinem neuen Verein RB Leipzig zu konzentrieren.
Am 15. Juli 2016 wurde er in den Kader für das olympische Fußballturnier in Rio de Janeiro berufen. Er erzielte in fünf Spielen zwei Tore und gewann mit der Mannschaft die Silbermedaille. Am 1. November 2016 wurde ihm zusammen mit der Olympia-Fußballmannschaft das Silberne Lorbeerblatt verliehen.
Selke nahm 2017 an der U21-Fußball-Europameisterschaft in Polen teil. Mit dem 1:0-Finalsieg gegen Spanien wurde die deutsche U21-Auswahl am 30. Juni 2017 in Krakau Europameister. Selke erzielte während des Turniers zwei Tore für Deutschland.

## Erfolge und Auszeichnungen
Verein
- Aufstieg in die Bundesliga (2): 2016 (RB Leipzig), 2025 (Hamburger SV)

Nationalmannschaft
- U21-Europameister: 2017
- U19-Europameister: 2014
- Olympische Silbermedaille: 2016

Auszeichnungen
- Torschützenkönig
  - der 2. Bundesliga: 2025
  - der U19-Europameisterschaft: 2014
- Bester Spieler der U19-Europameisterschaft: 2014
- Bremens Sportler des Jahres 2014
- Kicker-Newcomer des Jahres 2015